# 尹縣長
《尹縣長》是陳若曦所著的短篇小說，1974年首先發表於《明報月刊》，成為中國大陸「傷痕文學」的先聲。
1976年，《尹縣長》連同《晶晶的生日》、《值夜》、《查戶口》、《任秀蘭》、《耿爾在北京》六篇短篇小說收錄於《尹縣長》小說集中，由遠景出版社出版。
這小說問世後反響很大，讚美與誹謗並起。该小说在1999年《亚洲周刊》“二十世纪中文小说一百强”名单中排列第89名。

## 內容簡介
這篇小說寫的是文化大革命初期發生於陝西省興安縣的一個悲劇。故事主角是中華民國國軍上校尹飛龍，國共內戰時他領軍攻打桂林，為了保存部隊隊員生命而向共產黨投誠。尹飛龍在「新中國」循規蹈矩，努力工作十多年，最後當上了陝西省興安縣的縣長。可一到了文革，他仍然難逃冤死的厄運。終因發生在國共內戰時的「歷史問題」而被紅衛兵批鬥，打成反革命，最後被槍斃。槍斃時他仍高喊「毛主席萬歲！共產黨萬歲！」。據陳若曦介紹，尹飛龍原型為一雷姓人物，經歷幾乎未作改動，以血的真實來揭露文革謊言。

## 小說人物
| 人物   | 簡介 |
| 「我」 | 故事的敍述者。1966年秋天隨小張到陝南興安縣遊歷，住在尹老家中，和尹縣長見過兩次面。 |
| 小張   | 讀高二的紅衛兵，為人不可一世。主動要求到他的故鄉陝南興安縣開展紅衛兵工作，在興安縣當上了造反團的副司令兼宣傳部長。 |
| 尹老   | 小張在興安縣的親戚。兒子在陝西解放前一年戰死。他不肯做偽證陷害尹縣長。1968年時已經去世。 |
| 尹飛龍 | 尹縣長，小張的遠房表叔。他本是國民黨上校，為了保存部隊生命而向共產黨投誠，因起義有功做了興安縣縣長。因被指國共內戰時槍殺了一個違抗軍令的士兵，而被紅衛兵逼害，1967年初被槍斃，被槍斃時仍喊著「共產黨萬歲！毛主席萬歲！」。 |